# Coca-Cola Europacific Partners Sverige
Coca-Cola Europacific Partners Sverige AB, tidigare Coca-Cola Enterprises Sverige och Coca-Cola European Partners Sverige, är en svensk dryckestillverkare som producerar och distribuerar olika produkter som läskedrycker, energidrycker, juicer, vatten, kaffe, te och andra fruktdrycker från olika uppdragsgivare, dock främst från den amerikanska multinationella dryckestillverkaren The Coca-Cola Company.
De är ett dotterbolag till Coca-Cola Europacific Partners plc. 